# Sebastiano Maturi
Sebastiano Maturi (Amorosi, 16 gennaio 1843 – Napoli, 15 febbraio 1917) è stato un filosofo italiano, docente prima nei licei e poi nell'Università di Napoli.

## Biografia
Dopo i primi studi nella cittadina natale, si trasferì a Napoli dove conseguì la licenza liceale.
La frequentazione di Bertrando Spaventa e di Augusto Vera lo introdusse alla filosofia hegeliana, destinata ad esercitare nel suo pensiero un'influenza duratura.
Laureatosi in giurisprudenza nel 1866, tre anni dopo vinse un concorso per uditore giudiziario.
Ottenuta l'abilitazione, insegnò filosofia nei licei di varie città. Nel 1891, conseguita la libera docenza, tenne corsi di filosofia hegeliana nell'Università di Napoli fino al 1894, quando ritornò all'insegnamento liceale presso l'istituto Umberto I della città partenopea.
Dal 1898 iniziò una corrispondenza con Croce e Gentile, i maggiori esponenti dell'idealismo italiano, ai quali fu legato da un rapporto di amicizia.

## Opere
- Soluzione del problema fondamentale della filosofia (1869)
- La filosofia di Giordano Bruno (1878)
- L'ideale del pensiero umano ossia la esistenza assoluta di Dio (1882)
- Uno sguardo generale sulle forme fondamentali della vita (1888)
- L'idea di Hegel (1891)
- La filosofia e la metafisica (1894)
- Principî di filosofia (1897)
- Una relazione scolastica (1907)